# Peyo
Pierre Culliford (Bruselas, 25 de junio de 1928 - Bruselas, 24 de diciembre de 1992), más conocido como Peyo, fue un dibujante belga de historietas, creador de las exitosas series Johan y Pirluit y Los Pitufos.

## Biografía
Empezó sus estudios en la academia belga de Bellas Artes, pero al cabo de unos meses la abandonó. Durante la Segunda Guerra Mundial empezó a trabajar en un estudio de animación, donde conoció a autores como Morris y Franquin. Más tarde trabajó para agencias de publicidad; apasionado de la historia de la Edad Media creó a su primer gran personaje medieval cuando dio vida en los periódicos de Bruselas a Johan, un joven paje investido de misiones caballerescas al que pronto buscó un compañero, pasando a ser la serie de Johan y Pirluit. En una de sus aventuras descubren, en medio de un tupido bosque, un pequeño pueblo habitado por duendes azules. Se trata de la historieta La flauta de seis pitufos, aparecida en 1958 en Spirou. El éxito instantáneo de Los Pitufos, y el trabajo de Peyo en sus versiones de animación, merchandising, etc. obligaron con el tiempo a Peyo a abandonar a sus otros personajes, hasta el punto de llegar a decir que se sentía «prisionero» de ellos.
A principios de la década de 1960, fundó un estudio para acoger a sus asistentes como François Walthéry, Gos o Marc Wasterlain y creó la serie Benito Sansón y Jacky et Célestin. A principios de la década de 1970, la producción de Peyo disminuirá considerablemente. En primer lugar porque en 1976 salió al cine la película de animación La Flûte à six schtroumpfs, adaptada de uno de sus álbumes y en la que él estuvo muy involucrado. Luego, a principios de la década de 1980, el cine estadounidense adaptó Los pitufos a una serie animada, lo que mantiene ocupado a Peyo a pesar de sus recurrentes problemas de salud. Poco después de la aventura estadounidense, dejó las ediciones Dupuis y Spirou para fundar su editorial, Cartoon Creation, y su periódico, Schtroumpf Mag, que se cierran rápidamente como resultado de problemas de gestión. En 1992, se incorporó a las ediciones Le Lombard, pero murió unos meses después a causa de un ataque al corazón, a la edad de 64 años. Desde su muerte, sus hijos han continuado su labor gracias a la marca “Peyo”.

## Obra
Personajes creados por Peyo:
- Los Pitufos (Les Schtroumpfs)
- Johan y Pirluit / Juan y Guillermo / Jano y Pirluit / Juan y Pirulí (Johan et Pirlouit) / Jan i Trencapins
- El gato Pusy (Poussy)
- Valentín Acero / Benito Sansón (Benoît Brisefer)
- Pedrito y la lámpara mágica (Pierrot et la lampe)
- Jacky y Celestin (Jacky et Célestin)